# Liten lövmask
Liten lövmask (Lumbricus castaneus) är en ringmaskart som först beskrevs av Savigny 1826.  Liten lövmask ingår i släktet Lumbricus, och familjen daggmaskar. Arten är reproducerande i Sverige.